# Данилово (Кичменгско-Городецкий район)
Данилово — деревня в Кичменгско-Городецком районе Вологодской области.
Входит в состав Кичменгского сельского поселения, с точки зрения административно-территориального деления — в Пыжугский сельсовет.
Расстояние до районного центра Кичменгского Городка по автодороге составляет 11 км. Ближайшие населённые пункты — Дорожково, Труфаново, Алексеево, Мартыново.
Население по данным переписи 2002 года — 54 человека (29 мужчин, 25 женщин). Всё население — русские.